# Acridocarpus
Acridocarpus là một chi thực vật có hoa trong họ Malpighiaceae.

## Hình ảnh

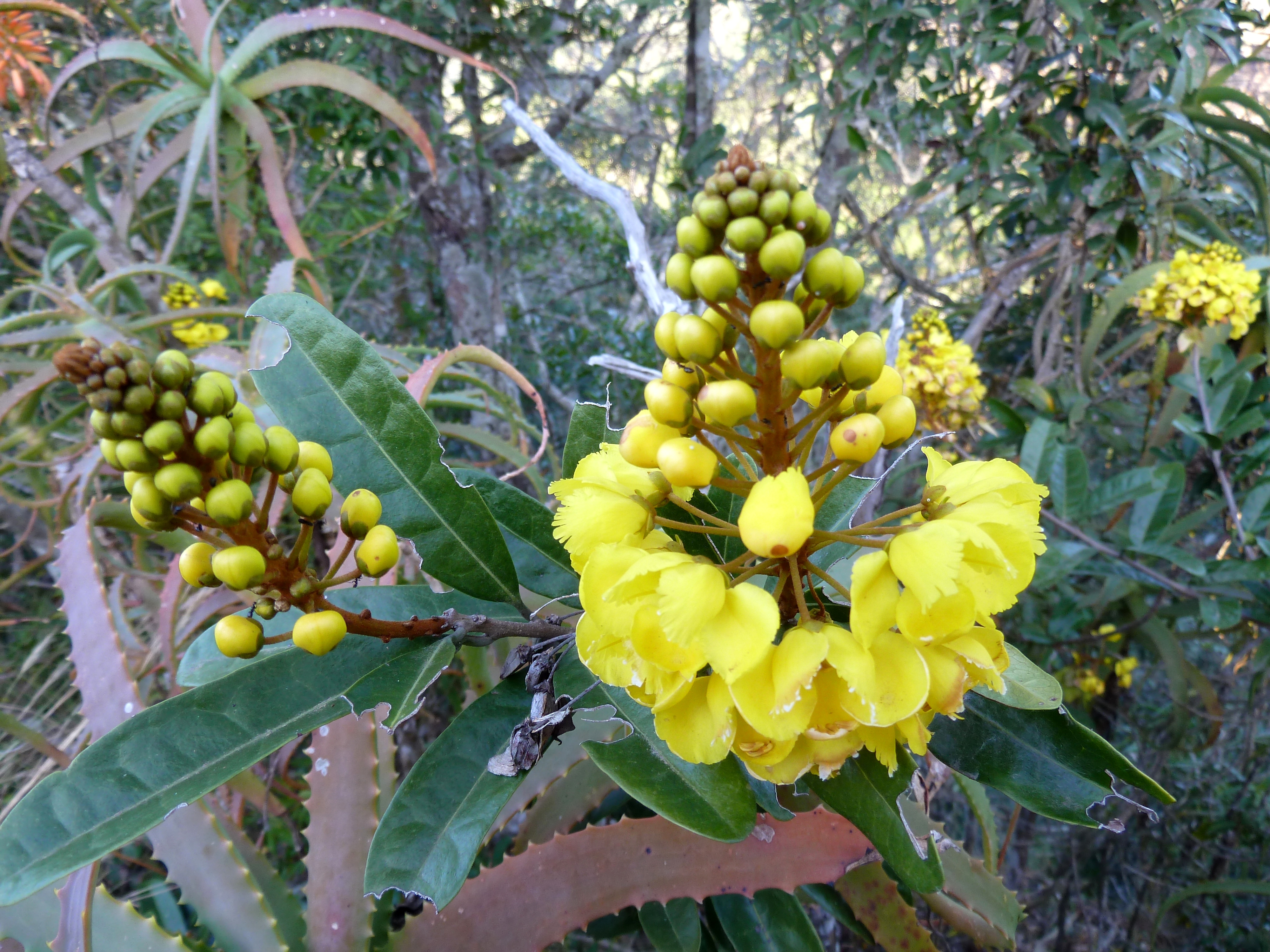

## Loài
Chi Acridocarpus gồm các loài: